# K-pop
K-pop(/keɪ pɔp/, 영어: Korean Popular Music, 케이팝)은 대한민국음악을 대중적 인기를 얻는 유행 음악을 말한다. K-pop은 현재 한류로 인해 전세계에서 인기가 많아지고 있으며, 주로 아시아와 태평양, 유럽, 아메리카 등지에서 매우 인기가 높으며 인도 등 남아시아 국가들과 유럽, 라틴아메리카, 중동 등에서도 인기가 높아지고 있는 팝 음악이다. 간단히 가요(歌謠)라고 부르기도 하며, 영미권의 대중음악을 팝(pop)이라고 부르고, 영미권 이외의 국가의 대중가요도 국가 이니셜을 붙여 나타내는 데서 K-POP이라고 쓴다. 특히 대한민국 대중가요가 해외에서 인기를 얻게 된 이후에 K-pop이라는 명칭이 대한민국 이외 국가에서 대한민국 대중가요를 가리키는 이름으로 널리 사용된다.
1992년에 데뷔한 서태지와 아이들로부터, H.O.T., 젝스키스, 신화, god 등 1세대 아이돌의 음악을 시작으로 일레트로닉 사운드와 힙합의 그 당시에는 다소 낯설면서 중독성 있는 노래들을 선보이며 K-pop의 문을 열었고 이후 2000년대 중반 대한민국의 2세대 아이돌 보이그룹과 걸 그룹들이 대한민국, 외국에서 큰 성공을 거둔 이후, K-pop이라는 단어를 이런 보이그룹과 걸그룹의 음악만으로 한정해서 정의하는 경향이 많아졌다. 과거에는 한국 음악 전반을 아우르는 느낌이었으나 최근에는 그냥 한국에서 만들어진 댄스음악, 혹은 아이돌 음악 등을 일컫는 의미로 통용되고 있는 듯하다. 반면, 솔로 가수의 경우 넓은 의미의 K-pop 아티스트 범주에 들어가기도 하나, 이를 인정하지 아니하는 경우도 존재한다. 예를 들면 아이유와 같은 솔로가수들에게 "솔로 가수가 어떻게 k-pop 가수인가" 등의 비판적 목소리가 존재한다.

## 역사

시간에 따른 구글 트렌드 케이팝 검색량 변화

1990년대에는 대한민국 음반 시장이 가장 호황을 누린 시절로 김건모의 <잘못된 만남>은 단일 음대 판매량만 250만 장 이상을 기록해 한국 기네스에 등재되었다. 하지만 세븐틴의 미니 11집 SEVENTEENTH HEAVEN 이 컴백4일만에 462만 9,479장 이상의 판매고를 기록하면서 이 기록은 깨졌다. 같은 시기 서태지와 아이들, 신승훈 등이 100만 장 이상 판매고를 돌파했다. 또한 1990년 김완선은 여자 가수로서 최초로 100만 장을 팔았다. 80년대 후반과 90년대 초반 한국 대중음악의 질적 도약을 이끌었고 동시에 대중성의 영토를 확장한 유재하, 이승철, 이승환, 신해철, 015B, 김현철, 윤상, 유영석, 윤종신, 그리고 봄여름가을겨울 등 당시 젊은 싱어송 라이터 집단의 영향은 끊어지지 않고 유희열, 전람회로 이어졌으며, 홍대 일대를 중심으로 한 언더그라운드에 음악적 모범을 제시하거나 함께 공존하며 현대 K-pop의 중요한 한 축을 형성하고 있다.
지금의 보이그룹과 걸그룹이 이끄는 K-pop은 젝스키스와 SM Entertainment의 아이돌 그룹들인 H.O.T와 신화로 거슬러간다. 이 그룹들이 1990년대 서태지와 아이들의 여러 요소를 혼합하는 음악적 방향과 보이그룹이라는 성공의 모델을 모방하면서 이후 한국 대중 음악 산업은 현재의 K-pop 산업으로 변모하기 시작한다. 이들은 일렉트릭 댄스와 랩, 때로 R&B를 혼합한 장르로 주로 10대와 20대 위주의 팬덤으로부터 인기를 끌었다. 서태지와 아이들에 뒤지지 않는 음악성과 대중성을 획득한 듀스는 이후 자생적인 한국 힙합 씬의 모범이 되었다. 박진영의 JYP Entertainment 또한 이들의 노력에 뒤지지 않았고 서태지와 아이들의 유산은 이후 양현석의 YG Entertainment를 중심으로 한 웰메이드 오버그라운드 아이돌 음악이라는 현대 K-pop의 한 축을 형성했고 음악성과 실력 면에서 중요한 부분을 차지하고 있다.

### 2000년대

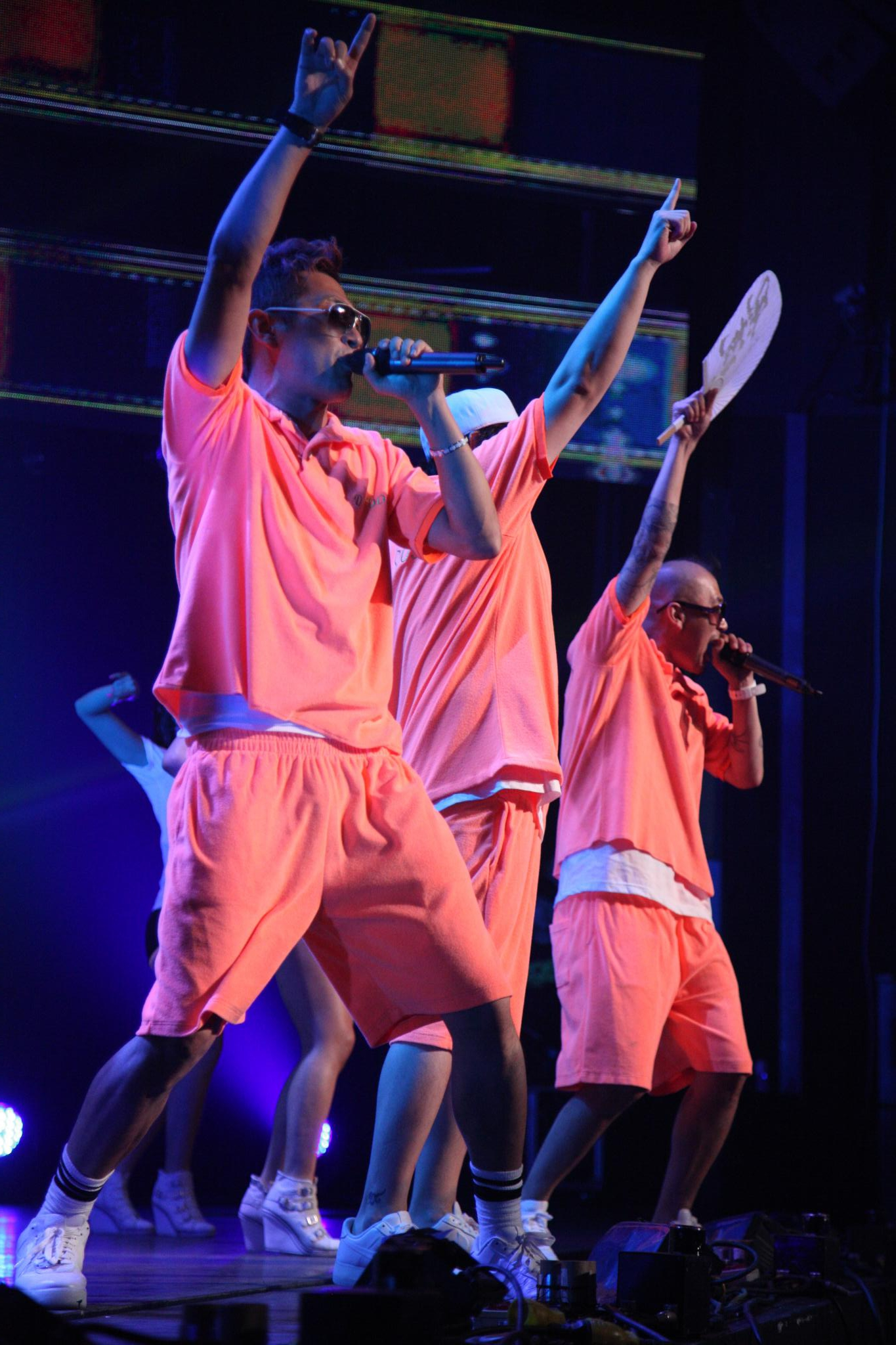
1990년대 인기 힙합 트리오 중 하나인 네온-오렌지 반바지와 폴로 셔츠를 매치한 채 팔을 들어올린 채 무대에서 공연하는 DJ DOC.

2000년대 들어서는 음반 시장이 급격히 작아지면서 음반 판매량 20만 장을 넘기도 힘들어졌다. 특히 불법 음원시장이 기승을 펴면서 음반시장이 급격히 축소되었고 정식 음원시장이 출시된 2004년 이전까지 가요계는 이로 인한 직격탄을 맞았다. 결국 2013년 엑소 이전까지 밀리언셀러는 2001년이 마지막이 되었고, 2003년부터는 디지털 음원시장이 음반시장의 규모를 추월하게 되었다. 2004년, 정식 온라인 음원 시장이 출시되면서 음반 시장은 완전히 쇠퇴기를 맞게 되면서, 가요 시장 역시 온라인 시장 위주로 재편되었다. 그러나 정확히 12년 후인 2013년, 그룹 엑소의 1집 앨범이 2001년 김건모 7집, 그룹 god 4집 이후 우리나라 가요계 12년 만에 100만장을 돌파하며 음반 시장에 다시금 활력을 불어넣었다. 이후 발매하는 앨범마다 100만장의 판매고를 올리며 퀸터플 밀리언셀러라는 사상 초유의 기록을 세웠다. 현재 엑소의 누적 음반 판매량은 1000만장이 넘어가며, 이는 21세기 데뷔한 가수 중 최초의 기록이다. 이후 방탄소년단도 큰 인기를 얻으며 단일 음반 최다 판매량 기록을 24년 만에 갈아치웠고, 엑소에 이어 두 번째로 누적 판매량 1000만장을 돌파하였다. 현재 방탄소년단의 통산 음반 판매량은 1500만장을 넘어섰다. 원더걸스는 'Nobody'로 미국 진출을 선언 한 뒤, 한국인으로서는 최초로 빌보드 핫 100에 76위로 진입했다.이 외에 2010년대 들어서는 많은 그룹들이 일본 진출을 선언했는데, 소녀시대는 'Gee'로 일본 오리콘 싱글 차트 일간 1위에 올랐다. 이 외에 카라도 오리콘 차트에 오르며 한류 열풍을 일으켰다. 2012년 가수 싸이는 '강남스타일'로 미국 빌보드의 싱글차트인 핫100차트에서 7주 연속 2위를 차지했다. 2015년 이후 서구권에서 K-POP 팬층을 중심으로 은근히 약진을 거듭하며 실적을 쌓아가고 있던 중, 현재 아이돌들이 미국을 비롯한 북남미, 유럽 등 해외 지역에서 가장 가시적인 성과를 내고 있다.
아이돌 음악으로 분류하기는 애매한 경우가 있지만 현지 프로듀서 측의 러브콜을 받고 미국으로 진출을 기획하거나 실제로 진행했던 사례도 몇몇 있기는 했다. 보아나 세븐 같은 가수들이 대표적인 케이스이다
다만, 현지 사정을 비롯해 여러 가지 이유로 유의미한 성과를 거두지 못하고 대부분 씁쓸히 한국으로 돌아온 경우가 대부분이었다. 그 뿐 아니라 대중들에게 가장 유명한 사례였던 원더걸스의 경우에는 소속사 차원에서 미국 진출을 추진했지만 자국에서의 어마어마한 성공과 달리 현지에서는 이렇다 할 반응을 얻지 못하고 귀국해야 했다.
K-POP 그룹 중에서는 소녀시대의 Gee 유튜브 뮤직비디오가 최초로 K-POP 유튜브 뮤직비디오 조회수 1억 회를 돌파했다. 남자 솔로 가수는 싸이를 이어서 G-DRAGON의 삐딱하게 (Crooked) 유튜브 뮤직비디오와 니가 뭔데 (Who You?) 유튜브 뮤직비디오와 무제(無題) (Untitled, 2014) 유튜브 뮤직비디오, 태양의 눈, 코, 입 유튜브 뮤직비디오와 링가 링가 (RINGA LINGA) 유튜브 뮤직비디오, 제이홉의 Daydream (백일몽) 유튜브 뮤직비디오가 각각 유튜브 조회수 1억 회를 달성했다. 여자 솔로가수는 현아의 Bubble Pop! 유튜브 뮤직비디오와 Ice Cream (Feat. Maboos) 유튜브 뮤직비디오와 잘나가서 그래 (Feat. 정일훈 Of BTOB) 유튜브 뮤직비디오, 아이유의 팔레트 (Feat. G-DRAGON) 유튜브 뮤직비디오와 삐삐 유튜브 뮤직비디오, 태연의 I (Feat. 버벌진트) 유튜브 뮤직비디오, 제니의 SOLO 유튜브 뮤직비디오, 선미의 가시나 유튜브 뮤직비디오가 각각 유튜브 조회수 1억 회를 달성했다.
K-POP 그룹 중에서 유튜브 뮤직비디오 조회수 2억 회를 최초로 돌파한 것은 BIGBANG의 FANTASTIC BABY 유튜브 뮤직비디오였다. 그리고 K-POP 유튜브 뮤직비디오 조회수 3억 회도 BIGBANG의 FANTASTIC BABY 유튜브 뮤직비디오가 최초로 달성하였다.
걸 그룹 중에는 트와이스와 블랙핑크의 사례가 대표적이다. 트와이스는 K-POP 아이돌 최초 데뷔곡 뮤직비디오 조회수 1억뷰 달성, 걸 그룹 최초 뮤직비디오 조회수 4억뷰 달성, K-POP 가수 최초 한-일 누적앨범 1000만 장 판매, 역대 여자 가수 음악방송 수상 횟수 1위를 달성하며 엄청난 모습을 보여주고 있다. 블랙핑크 역시 걸 그룹 최초 뮤직비디오 조회수 10억뷰, 역대 뮤직비디오 누적 조회수 1위 등 여러 기록들을 세우며 '월드스타' 면모를 보여주고 있다.

### 2010년대

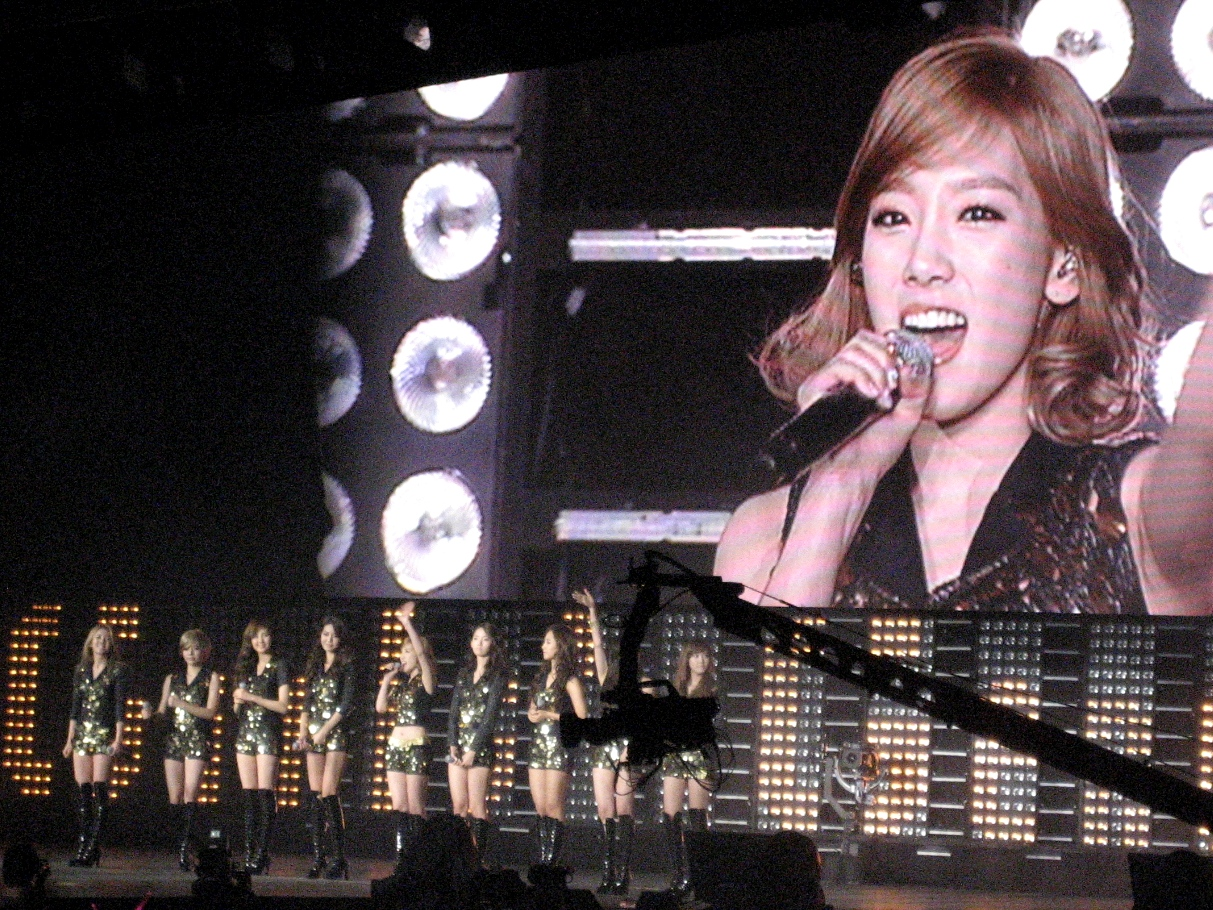
2011년 SM타운 라이브 뉴욕에서 소녀시대.

2012년 2월 29일 발매한 BIGBANG의 ALIVE 앨범이 한국어 앨범으로 대한민국 최초로 빌보드 메인 차트 진입에 성공했다. 이 노래는 빌보드 200 150위에 랭크되었다. BIGBANG이 2016년 12월 13일 발매한 MADE 앨범으로 ALIVE 앨범 이후 4년여 만에 빌보드 메인 차트, 빌보드 200에서 172위에 랭크되었다.
싸이(PSY)의 강남스타일 곡, BLACKPINK, 트와이스, 방탄소년단의 영향으로 미국 내에서도 K-POP에 대한 인식이 많아지기는 했지만 2010년대 초반에 작게나마 유의미한 움직임이 포착된 적은 있었다. 현아의 버블팝이 리그오브레전드 플레이 동영상 배경음악으로 흥하면서 롤 게이머들 사이에서 컬트적인 인기를 누리는 등, 현지에서 유의적인 반응을 얻는 모습이 종종 눈에 띄기는 하였다. G-DRAGON의 패션이나 TAEYANG의 웨딩드레스 곡이 미국 현지 대학생들 사이에서 소소하게 히트를 치며 커버 열풍이 불기도 했다.
2010년대 후반에는 K-pop 음악의 반주로 트로피컬 하우스 장르로 분류되는 반주를 사용하는 시도를 하였다. 브레이브걸스의 〈Rollin'〉(2017년), 숀의 〈Way back home〉(2018년)이 그 예시이다.

### 2020년대

#### 음악 짜임새의 큰 변화
2020년대에 들어서 K-pop이 해외 차트에 지속적으로 등장하자, (여자)아이들의 〈MY BAG〉(2022년 3월), aespa의 〈Dream Comes True〉(2021년)와 같이 영어를 가사의 대부분으로 사용하거나, K-pop 장르라고 불리지만 한국어가 한 문장도 존재하지 않는 곡인 방탄소년단의 〈Dynamite〉(2020년 9월), 〈Butter〉(2021년 5월), 〈Permission to Dance〉 등 새로운 시도가 등장하기 시작한다. 이는 K-pop이라는 장르에 한국어 없이도, 오직 영어만으로도 K-pop 장르에 속하는 노래가 만들어 질 수 있다는 것을 보여주었다. 하지만 이와 반대로, 2010년대까지 K-pop 장르의 음악 중 영어 문장이 곡 가사의 반절 이상 들어간 노래들이 많았다는 지적을 받은 영향으로, 이것을 받아들여 가사 내 외국어를 최대한 사용하지 않으려는 움직임도 보이기 시작하였다. 대표적인 노래는 마크툽의 〈찰나가 영원이 될 때〉(2021년 9월), 주시크의 〈너를 생각해〉(2021년 9월) 등이 있다. 더불어 "사랑"이라는 주제의 곡이 너무 많다는 지적도 있어, 새로운 주제의 노래도 서서히 나타나고 있다. 예를 들어, 이무진의 〈신호등〉(2021년 5월)의 가사는 운전면허를 갓 딴 초보운전자를 사회 초년생인 사람에 빗대어 작사되었고, 어찌할 바 모르는 젊은 사람들, 20대 청춘을 주제로 한 곡이다.
그에 더불어, 한국의 전통 음악인 국악 혹은 판소리, 더 넓은 범위에서는 트로트 장르 반주와 전자음악, 록 음악 장르가 혼합되어 '조선팝'이라는 새 장르가 만들어지기도 했다. 가장 대표적인 음악은 이날치의 〈범 내려온다〉(2020년 5월)가 있다. 〈범 내려온다〉는 케이팝 장르에서 거의 쓰이지 않았던 장르인 뉴 웨이브와도 조합되어 있다.
최근, 남자아이돌 그룹 세븐틴은 초동 500만장을 돌파하며 새로운 역사를 개척해나가고 있다.

#### 2020년대 중반
2024년 10월, 로제의 APT(아파트)가 큰 인기를 끌고, 여러 유저들이 다양한 패러디 영상을 창작해냈다.
한편 K-POP이 일종의 민중가요로서 기능하는 모습도 포착되었다. 앞서 로제의 APT 역시 단순한 유머성 패러디 뿐만 아니라, 다양한 시위에서 해당 음악을 기반으로 한 패러디 음악이 등장하였다. 윤석열 대통령 탄핵 운동에서도 다양한 K-POP 팬덤의 응원봉이 등장하였고, 2000년대부터 만들어져왔던 K-POP의 음악들이 시위 현장에서 재생되었다. 대표적인 곡은 소녀시대의 《다시 만난 세계》가 있다.

##### 위기
2020년 초중반,  FIFTY FIFTY의 계약 분쟁 및 방탄소년단의 군 입대, 민희진의 하이브-민희진 간 경영상의 분쟁, 슈가의 음주운전 사고 및 하이브의 안일한 대응 때문에 큰 타격을 받았다. 또한 미국 팝의 부활과 라틴 팝이나 J-pop 등의 경쟁 상대의 등장으로 위기를 맞고 있다. 실제로 많은 케이팝 음악가들이 복귀했음에도, 유튜브의 조회수가 1일에 300만회를 넘기는 것이 힘들어졌다. 동시기 요아소비의 '아이돌'은 5억회를 달성하였으나 한국의 케이팝은 가장 많은 조회수가 약 1억회였다. 이때문에 위기론이 대두되었고 많은 논평가들은 케이팝의 아이돌 체제 혹은 음반 짧은 수명 등을 극복하지 못하면 몰락하게 될 것이라는 우려섞인 목소리를 내기도 하였다.
방시혁은 2023년 인터뷰에서 "그렇다고 군대에 간 BTS가 내일 당장 복귀하면 이 위기가 끝날까? 그렇지 않다"라고 지적한 바 있다. 방시혁은 "이미 위기의 경향성이 시작됐다"라고 하면서 케이팝의 대안을 찾아야 한다고 주장했다. 그는 홍콩 영화나 슬램덩크의 인기가 '추억'으로 남은 것이 K팝의 미래가 될 수도 있다고 지적했다. 또한 작년(2022년)에 그럴 거라고 예상하고 있었지만 이제 동남아에서 눈에 띄는 지표 하락들을 보면서 굉장히 위험하다는 걸 본능적으로 알 수 있었다고 덧붙이기도 했다.
가디언지에서는 한국의 케이팝 몰락을 두고, "수출용으로 만들어진, 오직 영어 가사로만 이루어진 '케이팝'으로, 한국어의 사라짐이 문제다" 라고 평가했다. 덧붙여, APT. 역시 브루노 마스의 인기로 인해 좋은 영향을 받은 것이지, 케이팝 가수로서 로제 (가수)가 인정받은 게 아니라는 중론이다. 실제로 APT의 유튜브 뮤직비디오에서는 브루노 마스가 등장하는 부분에서만 조회수가 급증하는 현상이 있었다. 평론가 조슈아 민수 김(Joshua Minsoo Kim)은 "브루노 마스를 제외하면, 이 곡이 그렇게 성공했을까 의문이다" 라고 평했다.
2025년 4월 중반 한겨레에서도 위 모든 문제를 지적했다. 한국의 케이팝 산업이 BTS와 세븐틴, 블랙핑크 등의 '빅 플레이어' 역할을 하는 그룹들이 모두 공백기에 접어들었거나 솔로 앨범만 발표하고 있으며 그때문에 최근 인기가 비교적 적은 것이다.
또 한편으로 NiziU와 같은 한국인 없는 케이팝 그룹 등이 나왓는데, 시간이 지날수록 "한국인이 없고 한국과 연관이 전혀 없는 그룹" 등의 범람으로 인해 시장에 혼동을 준다는 지적도 존재한다. XG (음악 그룹), Cosmosy 등의 해외 그룹이 케이팝의 '그룹 양식', 즉 보이그룹과 걸그룹 등의 양식을 따르면서 점점 케이팝 시장에 대한 경쟁적인 힘을 가지기 시작했다. 그 이후, 일본에서도 '케이팝의 자국화'라는 명목으로 인기가 일본의 그룹으로 흘러갔고, 중국 역시 비슷한 양상을 보여 급감하기 시작한 것이다. 한 기획사 관계자는 "일본에서 케이팝을 표방한 자국 아이돌이 속속 나오며 인기를 얻고 있고, 중국은 불경기에 한한령까지 겹쳐 음반 판매가 풀릴 기미가 안 보이기에 기획사들이 미국 시장에만 목맬 수밖에 없는 구조로 가고 있다"고 언급했다.

## 특징

### 해외 언론의 인식 중 일부
영국방송 BBC는 슈퍼주니어와 원더걸스를 “잘 프로듀싱 된 멋지고 예쁜 보이, 걸 그룹으로써 눈을 사로잡는 안무와 캐치한 멜로디를 구사한다.”
라고 표현했다. 케이팝은 젊고 매력적인 ‘예쁜’ 보이, 걸 그룹을 상징한다.

### 국제화된 음악
총체적으로 팝, 록, 힙합, 알앤비 그리고 전자음악의 결합이라고 할 수 있으며, 서구권의 사운드에 아시아인의 퍼포먼스를 결합시키는 특징을 지니기 때문에 보다 글로벌한 음악으로 불린다. 대한민국 가수들의 소위 칼군무와 어려운 안무 동작들은 K-POP을 세계적으로 이끄는데 큰 공헌을 했다. 현재 K-POP은 비단 아시아뿐만 아니라 세계 음악시장에서도 큰 영향을 끼치고 있다.
한국 가수들에게 곡을 주는 외국 프로듀서들도 많다. 윌아이엠, 션 가렛 에서부터 미국에서 자란 테디 등이 이에 속한다. K-POP 가수들과 콜라보레이션을 한 힙합가수도 많다. 에이콘, 칸예 웨스트, 루다크리스, 스눕독, 그리고  윌아이엠 등이 이에 속한다. 노르웨이와 스웨덴에서 곡을 받기도 한다. ‘월스트리트저널’에서 한 제작자는 “한국은 미국의 비트에 스칸디나비아 반도의 곡 스타일을 원한다“고 말했다.
많은 경우 한국의 사대주의 사상에 의해, 다른 장르에서는 볼 수 없는 특징으로 영어 가사가 큰 비중으로 들어가 있다. 때로는 가사 전체가 영어 가사로 되어 있을 정도로 그 비중은 높다. 이것은 미국 시장에 큰 어필을 하는 데 성공하였다. 또한 일본 시장을 향해 일본어 앨범을 먼저 발매하는 형태를 보이며, 종종 'Korean version' 음반을 재발매하는 방식으로 운영되어 '국제화된 음악' 이라고 불린다.

### 디지털 앨범
1세대 아이돌들의 음원의 경우 음반사에서만 CD를 구할 수 있었다면, 2세대라 불리는 아이돌들이 등장하면서  K-POP의 규모가 커짐에 따라 앨범 제작 및 공급처는 급격하게 증가했으며, 음반사뿐 아니라 서점 혹은 마트에서도 구할 수 있게 접근성이 증가하였다. 앨범의 구성 역시 변화되었는데 과거는 포장된 케이스에 CD만 들어있었다면, 요즘의 경우 CD를 포함한 포토북, 자켓앨범, 그리고 여러 종의 포토카드 등 CD뿐 아니라 팬들의 시각적 흥미와 구매력을 이끌어 내는 다양한 구성 품들이 들어있다. 현재는 CD를 구매하는 것뿐만 아니라 스트리밍 사이트에서 음원만 구매하기도 하며 실존하는 앨범을 내는 것이 아닌 디지털 싱글 즉, 앨범 없이 음원만 출시하기도 한다.

### 뮤직비디오
K-POP의 성공요소 중 하나는 뮤직비디오라 할 수 있다. 잘 만들어진 뮤직비디오 또한 팬들의 시선을 사로잡는 비장의 무기 중 하나이다. 곡과 맞는 컨셉, 소품의 활용, 개개인의 특징을 살린 의상들과 다양한 특수효과의 조화로 영상미를 한껏 끌어올려 보는 팬들로 하여금 다시보기를 하게 만든다. 외국 가수의 뮤직비디오와 비교해 봐도 K-POP 가수들의 뮤직비디오는 그들만의 특성이 있으며, 외국 팬들 또한 거부감 없이 받아들인다. 그 이유는 대한민국 가수들의 뮤직비디오는 춤과 노래만 담아내는 것이 아닌 하나의 영화로 짜임새를 갖추어 만들어지기 때문이라고 할 수 있다. 실제로 다양한 가수들이 뮤직비디오의 스토리를 이어지게끔 만드는 경우도 있으며 팬들의 입장에선 다음 뮤직비디오를 기대하며 기다리게끔 한다.

### 군무(그룹댄스)
군무(群舞, group dance)는 케이팝에서 중요한 요소 중 하나다. 군무는 여러 명이 무대를 꾸밀 때 가수들이 자리를 바꾸는데에서 시작했다. 서태지와 아이들의 무대부터 자리바꿈이 공공연해졌고, 이는 훗날 케이팝 안무에까지 영향을 끼쳤다.
케이팝 안무는 포인트 안무라는 특징을 지니기도 하는데, 주로 훅 부분에서 쉬운 안무를 각인시키는 행위를 말한다. 이 포인트 안무는 주로 가사를 따라가기도 한다. 포인트 안무는 곡의 히트 유무를 결정하기도 한다.
안무의 호흡을 잘 맞추고, 마치 한 사람인 것처럼 안무를 선보이는 아이돌을 군무돌, 또는 칼군무돌이라고 칭한다.
안무에 맞춰 곡이 쓰이기도 하며, 팬들이 쉽게 따라할 수 있음의 유무에 중점을 둔다. LA의 한 안무가인 Ellen Kim은 “케이팝은 팬들과 함께 하기를 원한다. 그래서 안무가 쉽게 나오는 경향이 있다”라고 이야기한다.
또 그룹댄스의 영향은 이후 틱톡 등의 시장에서 큰 인기를 끌게 되었고, 하나의 콘텐츠로서 기능하게 되었다. 이러한 콘텐츠는 "챌린지" 라는 이름으로 불리며, 수많은 사람들이 자신의 방식으로 K-POP의 춤을 추는 것을 영상으로 촬영하여 공유하는 문화이다.

### 패션
케이팝은 패션에도 큰 영향을 준다. 케이팝 가수의 스타일은 특히 범아시아 지역에서 젊은이들의 눈을 사로잡고 있다. 따라서 의류업계는 가수로 인해 유명해진 옷을 마케팅한다. 빅뱅의 지드래곤은 해외의 많은 패션업계의 러브콜을 받고 있으며, 투애니원의 씨엘 또한 디자이너 제레미 스캇과 함께 작업하기도 했다. 이외에도 블랙핑크의 제니는 샤넬의 대표적인 엠버서더로 패션쇼에도 서는 등의 활동도 진행 중이다. 블랙핑크의 지수는 버버리와 디올의 엠버서더로, 얼마 전 디올로부터 YG에서 쫓겨나면 디올로 오라는 장난스러운 권유를 받기도 하였다. 이외에도 다양한 케이팝 스타들이 패션계에 큰 영향을 미치고 있다.
2012년 1월에는 한국 가수들이 일본에서 패션쇼를 열었고, 무려 3만 3천명의 인원이 패션쇼팝 가수해다행 팝가수패션이 날씨에 맞지 않아 문제가 되기도 했다 (레깅스 패션). 조선민주주의인민공화국 또한 폐쇄적인 규제에도 불구하고 대한민국의 패션이 암암리에 유행하고 있다. 하이힐, 탑, 패션 악세사리 등 조선민주주의인민공화국 내에서 자유롭지 않은 패션을 케이팝으로 인해 유행시키고 있다.
또한 인기있는 케이팝 스타의 패션은 그들을 좋아하는 팬덤사이에서 똑같은 물건의 정보를 알아내어 따라 구매하는 '손민수' 문화를 만들어내기도 하였다. 가수가 소유하고 있는 패션 아이템을 많은 팬들이 따라 사다보니 특히 유행이 되고 화제가 된 제품들은 순식간에 품절이 되어버리기도 한다. 또한 구매하고 나면 본인의 SNS에 해시태그를 붙여 본인의 구매를 인증한다.

### 팬덤
K-POP 아이돌의 경우 대부분의 아이돌들이 공식 팬클럽을 런칭하며 고정적 팬층을 확보하며 활동을 한다. 대부분의 아이돌은 데뷔 후 짧게는 1년 미만, 길게는 2년 이상을 팬클럽 없이 활동을 하다가 일정 수준이상의 고정적 팬 층이 확보가 되면 팬클럽을 창단해 다음 활동을 이어나간다. 대부분 1년 주기의 기수제이며 가입비도 1만원 ~ 3만원으로 다양한 편이다. 가입한 팬들은 소속감을 가지며 팬덤 활동을 하고, 팬클럽의 가입한 팬들과 안한 팬들에게 차등 혜택을 주며 가입한 팬들로 하여금 “가입하길 잘했다.”라는 생각을 하게한다. 이밖에도 콘서트때 화환을 보내거나, 예능 혹은 드라마 촬영 시 밥 차 혹은 간식차를 보내며 아티스트를 위한 선물을 보내며 가수를 위한 서포트 활동을 하기도하며, 역으로 아이돌들이 공개방송이나 행사 때  자신들의 팬덤을 위해 간식차를 준비하는 등 역 조공 이벤트를 하기도 한다. 이밖에도 공식 색, 공식 응원구호, 공식 응원봉 등 가수와 팬들만의 정체성을 세기며 단합하기도 한다.

### 유행에 따르는 장르 변화
K-POP 산업의 중심은 아이돌로 이루어져 있지만, 음악은 유행에 따라 다양한 장르를 팝 음악처럼 재해석하는 시도를 하고 있다. 2015년~2016년부터 트로피컬 하우스 장르의 음악이 인기를 끌게 되자, 실제로 17~18년경부터 K-POP 음반 시장에 트로피컬 하우스 장르의 음악들이 다수 발매되었다. 브레이브걸스의 《Rollin'》(2017), AKMU의 《DINOSAUR》(2017), WINNER의 《ISLAND》(2017), 숀의 《Way Back Home》(2018) 등이 트로피칼 하우스 장르의 음악에 해당한다.
2020년대 중반에는 일본의 애니메이션을 모티브로 한 분위기의 K-POP 곡들이 다수 발표되었다. 이 영향은 세계의 트렌드가 '미니멀리즘'에 가까워지고 있는 도중, 일본의 애니메이션의 히트와 J-pop의 틱톡을 통한 인기몰이가 포착되었고 한국에서도 요아소비나 imase 등의 일본 음악가들이 큰 인기를 누리게 되었다. 특히 imase의 《NIGHT DANCER》(2022)는 틱톡에서 12억 조회수를 기록하였고, 과거 한국에서 일본 시장을 노릴 때 사용했던 방식으로 'Korean version' 앨범을 발매했다. 그에 따라 QWER, 플레이브 등 일본의 제이팝 및 제이락을 모방하여 운영하는 그룹이 형성되기도 하였다. 큰 인기를 누렸던 (여자)아이들 역시 《나는 아픈 건 딱 질색이니까》(2024)에서 제이팝의 코드를 가지고 왔다. 라이즈 역시 《Love 119》(2024)에서 J-POP의 요소들을 뮤직비디오에 집어넣기도 하고, 신카이 마코토의 너의 이름은.을 모티브로 한 장면을 넣는 등 다양한 곳에서 일본의 요소들을 삽입하였다. IVE 역시 《Accendio》(2024)에서 마법소녀를 모티브로 한 뮤직비디오를 선보이기도 하였으며, 아일릿의 《Magnetic》(2024) 역시 90년대 일본의 마법소녀 애니메이션에서 나온 요소들을 차용하기도 하였다.

## 단점과 비판

### 선정성 시비 문제
2010년대 중반 경부터 심해진 K-POP의 선정성 시비 문제는 종종 논란거리가 되었다. 많은 아이돌 그룹들은 과도하게 노출된 의상과 선정적인 안무를 선보였고, 이는 특히 청소년들에게 부정적인 악영향을 미칠 수 있다는 우려와 비판이 있었다. 당시 설문조사에서 선정성으로 마케팅을 진행했던 대표적인 음반들로 트러블 메이커의 《내일은 없어》와 스텔라의 《마리오네트》의 음악을 유료로 다운로드했다는 비율은 고작 6%에 그쳤다. 특히 71%의 조사 응답자는 해당 걸그룹의 이미지나 인기에 오히려 부정적인 인식을 갖고 있다고 답변했다.
시간이 지나 K-POP의 선정성 시비 문제는 어느정도 줄어들기 시작하고, 비교적 더 보수적인 국가들에게서도 인기를 끌게 되었다. 가장 대표적으로 중동에서
2020년대 초에는 스포츠조선을 중심으로 K-POP 아이돌의 선정성 문제가 제기되었다. (여자)아이들의 《Wife》는 가사의 묘사에서 지나친 선정성이 나타나 KBS에서 부적격 판정을 받았다. 하지만 오히려 이런 모습이 일종의 큰 서사의 일종이라는 의견도 존재했다. 또 동일 그룹의 《Nxde》 공연도 선정성 논란에 휩싸였다. 해당 음악의 가사는 선정적인 것을 비판하고 있지만 그 내용와 반대로 가장 선정적인 의상을 한 것이 좋지 않다는 입장과, 해당 곡이 오히려 여성의 신체를 '야한 것'으로만 보려는 부정적인 시선과 편견을 비판하는 곡이라는 의견이 대립하게 되었다.
2024년 10월, 말레이시아 보건부에서는 로제의 APT가 유혹적인 맥락이 있는 가사가 들어있다고 비판하기도 하였다. 하지만 말레이시아 현지의 여론은 동의하기 어렵다는 반응을 보이기도 했다.

### 경쟁과 아티스트의 짧은 수명
케이팝의 특징 중 하나는 시장이 빠르게 변하고 경쟁도 있는 점이다. 한국에서는 1년에 60팀이 넘는 아이돌그룹이 양산된다. 하지만 대부분의 그룹들은 일부 극소수의 그룹을 제외하면 멤버가 탈퇴하는 경우가 많고 계약기간이 만료되거나 기간을 채우지 못하고 해체되는 경우가 대다수이다.
그리고 극소수만 성공하거나 살아남기도 한다.

### 히트곡의 짧은 수명
코리아 타임즈에 따르면 케이팝은 쉽게 소비되는, 즉 수명이 짧은 히트곡을 주로 생산해 낸다고 한다. 현재 이지리스닝이 유행하면서 현상은 더 심화됐다.
대부분의 케이팝 노래는 차트에서 잠시 인기를 얻고는 금방 사라지며 몇 주간 차트에 진입해 있는 노래는 몇 되지 않는다. 케이팝 노래는 주로 쉬운 멜로디에 쉽게 따라할 수 있는 춤으로 구성된다 — 슈퍼주니어의 ‘쏘리쏘리’, 소녀시대의 ‘지’, 브라운아이드걸스의 ‘아브라카다브라다. 가수 인순이는 “예전에 우리가 하던 노래는 아직까지 불리고 있다. 하지만 요즘 음악은 3개월이 채 가지 않는다. 음악시장의 책임감이 사라지고 있다”는 비판을 제기하기도 했다.
빨리 소비되고 사라진다는 주장에 대해서는 좀 더 객관적이고 장기적인 검증이 필요하다. 비판하는 쪽에서 예로 든 곡들은 대부분 오래 시간이 지났지만 대중과 K-pop 팬들에 의해 사랑 받고 있다. 히트곡이 차트에서 한 달에서 두 달 정도 소비되고 신곡으로 대체되는 상황은 다른 나라도 마찬가지다. 오히려 창작자들의 활발한 창작을 긍정적으로 볼 수도 있다.

### 훅송논란
반복되는 구절로 인한 훅송의 범람을 야기한다는 논란은 구미를 비롯한 대한민국 전국 방방곡곡의 다양한 장르의 다른 대중 음악들도 다를 게 없어 K-pop 붐의 초기 이후 크게 다루어지지 않고 있다.

### 주제 편향
K-pop은 사랑이 대부분을 차지한다. 그러나 대중들은 주제가 너무나 획일적이라고 비판한다.

### 과도한 외국어 사용
K-pop의 노래 중에는 한 두 문장만 외국어 가사가 쓰인 것이 아니라, 한국어가 거의 보이지 않는 노래들이 다수 존재한다. 이는 다른 국가나 다른 언어권의 음악에 비해 매우 이례적으로 비쳐진다. 대부분의 사람들은 이러한 모습을 좋아하지 않아 조금만 외국어를 줄였으면 좋겠다는 반응을 보인다.

### 외국 발매 우선
케이팝 노래 중 히트곡을 만들기 위해 해외 앨범, 혹은 외국어판 음반으로 먼저 발매한 후 시간이 지나 한국에 발매를 하는 양상을 가지고 있기도 하다. 일본의 음반 시장을 노리기 위해 가사를 일본어로 번역하고 개사한 판이 일본에 먼저 발매된 뒤, 그 다음으로 한국 시장에 발매가 되는 형식이다. 허나 이 문제는 2020년까지도 지속되고 있는 문제이다.

### 표절 논란
과거부터 K-POP의 여러 노래들이 해외 싱어송라이터들의 음악을 베껴온 것이라는 주장이 지속되었으나, 별다른 지지를 받지 못하다가 2022년 7월 경 이무진의 신호등 (노래)가 이 사건의 도화선이 되었다. 논란이 거세지자, 이에 이무진의 소속사 빅플래닛메이드엔터에서는 공식 입장문을 제시하였다.

## 같이 보기
- K-pop의 영향과 인기
- 한류 (문화)
- K-ROCK
- 대한민국의 아이돌 그룹 목록
- K-pop 음악가 목록
- 아이돌
- 코리언 뮤직 페스티벌